# Polyrhachis doddi
Polyrhachis doddi är en myrart som beskrevs av Horace Donisthorpe 1938. Polyrhachis doddi ingår i släktet Polyrhachis och familjen myror. Inga underarter finns listade i Catalogue of Life.